# イニゴ・ララインサル
イニゴ・ララインサル・サンタマリア（Iñigo Larrainzar Santamaría、1971年6月5日 - ）は、スペイン・ナバラ州パンプローナ出身の元サッカー選手。現役時代のポジションはDF。元スペイン代表。

## クラブ経歴
1989-90シーズンにCAオサスナBでキャリアをスタートさせ、1990-91シーズンからCAオサスナのトップチームに定着し始めた。トップチームデビューから4シーズン後の1992-93シーズン終了後、アスレティック・ビルバオに引き抜かれ、同クラブでは1シーズン目からリーグ戦37試合に出場した。1998-99シーズンには、キャリア初のUEFAチャンピオンズリーグを経験したが、出場機会は公式戦15試合出場と昨シーズンより減少した。
2003年、セグンダ・ディビシオンのコルドバCFに移籍した。2004-05シーズンにコルドバのセグンダ・ディビシオンB降格が決定したことで現役を引退した。

## 代表経歴
1994年1月19日、ガリシア州ビーゴにあるエスタディオ・デ・バライードスで行われたポルトガル代表との親善試合にて、先発フル出場したことでスペイン代表初キャップを刻んだ。